# レナン・ダル・ゾット
レナンの愛称で知られるレナン・ダル・ゾット（Renan Dal Zotto, 1960年7月19日 - ）は、ブラジルの元男子バレーボール選手、指導者である。

## 来歴
リオグランデ・ド・スル州サン・レオポルド出身。
レナンはオリンピックや世界選手権、パンアメリカン競技大会など多数の大会に出場し、1984年のロサンゼルスオリンピックでは銀メダル獲得に貢献した。ジョセ・モンタナロ、ウィリアム・カルバーリョ・ダ・シルバ、ベルナルド・ライズマン、ベルナルド・レゼンデらとともに歴代ブラジルナショナルチームの銀の世代（シルバー・ジェネレーション）と呼ばれたメンバーの一人である。
三度目のオリンピック出場となったソウルオリンピックを4位で終えたレナンは、引退するまでの5年間、イタリアに活躍の場を求め、2度のリーグ制覇や世界クラブ選手権優勝に貢献した。1993年に現役引退後は監督やテレビ解説者として活躍した。
2013年時点ではサッカークラブであるグアラニーSCにおいてトレーニング担当やビジネス開発のマネージャーとして活躍し、同時にフロリアノーポリスバレーボールチームにおいてもマネジメントを行い、ブラジル国内外において講演活動を行っていた。
2015年7月、バレーボール殿堂入りの栄に浴した。
2017年から2023年までブラジル代表の監督を務めた。
2025年、韓国Vリーグの仁川大韓航空ジャンボスの監督に就任した。

## 球歴
- 三大大会
  - オリンピック - 1980年（5位）、1984年（銀メダル）、1988年（4位）
  - 世界選手権 - 1982年（銀メダル）、1986年（4位）
- その他大会
  - パンアメリカン競技大会 - 1979年（銀メダル）、1983年（金メダル）、1987年（銅メダル）

## 所属チーム
- Atlantica Boavista / リオデジャネイロ（1981-1983年）
- Sul Brasileiro / ポートアレグレ（1984-1985年）
- Bradesco / リオデジャネイロ（1986-1987年）
- Pirelli / サンパウロ（1988-1989年）
- パルマ（1988-1992年）
- ラヴェンナ（1992-1993年）

## 参考
- レナン・ダル・ゾット - ブラジルオリンピック委員会 (ポルトガル語)
- レナン・ダル・ゾット - Olympedia (英語)
- レナン・ダル・ゾット - Sports-Reference.com (Olympics) のアーカイブ (英語)
- レナン・ダル・ゾット - セリエA (イタリア語)
- レナン・ダル・ゾット - Beach Volleyball Database (英語)